# Sean Patrick Saßmannshausen
Sean Patrick Saßmannshausen (* 7. Juni 1971 in Wexford, Irland) ist ein deutscher Wirtschaftswissenschaftler.

## Leben
In Irland geboren und in Rheinland-Pfalz aufgewachsen, besuchte Sean Saßmannshausen das Heinrich-Heine-Gymnasium in Kaiserslautern. Nach dem Abitur ging er für zwei Jahre als Reserveoffizier-Anwärter zur Panzeraufklärungstruppe. Anschließend studierte er an der Friedrich-Schiller-Universität Jena Betriebswirtschaft. 1995 wurde er im Corps Saxonia Jena recipiert. Als Diplom-Kaufmann (Interkulturelles Management) ging er an das Max-Planck-Institut für Ökonomik in Jena. Gefördert vom Erasmus-Programm, betrieb er an der Universität Odense „Scandinavian Area Studies“. Studienaufenthalte führten ihn an die Harvard Business School, das University of Colorado System, die Universität St. Gallen und die Wirtschaftshochschule Warschau. Er engagierte sich im EXIST (Förderprogramm) des Bundes. Seine Doktorarbeit und die Habilitationsschrift erarbeitete er an der Bergischen Universität Wuppertal. Von ihrer Schumpeter School of Business and Economics wurde er summa cum laude zum Dr. rer. oec. promoviert. Gastdozent war er an der RISEBA Universität für Wirtschaft, Kunst und Technologie, der Universität für Weiterbildung Krems und am Collegium Polonicum. Eine Gastprofessor hielt er an der Universität Aarhus, einen Lehrauftrag und eine Vertretungsprofessor an der Universität Siegen. Derzeit ist er Professor für Betriebswirtschaft und Entrepreneurship an der Ostbayerischen Technischen Hochschule Regensburg. Mit Hermann Butzer, Andreas Kaiser und Johannes Thome sitzt er im Beirat des Stiftervereins Alter Corpsstudenten.

## Werke
- Carl Zeiss – Wachstum in schwieriger Zeit. Ein Beitrag zur Unternehmensgeschichte von 1914–1930. Jena 2003. ISBN 978-3-8300-0973-3.
- Entrepreneurship-Forschung: Fach oder Modetrend? Evolutorisch-wissenschaftssystemtheoretische und bibliometrisch-empirische Analysen. Wuppertal 2010.
- mit Zdeněk Caha, Johann Fabian Faltermeier, Xenia Justus und Jutta Richter-Altman: Unternehmerische Kompetenzen an Hochschulen für angewandte Wissenschaften : am Beispiel einer Hochschule in Ostbayern und Südböhmen. Lüdenscheid 2017.